# Pasywne ogrzewanie

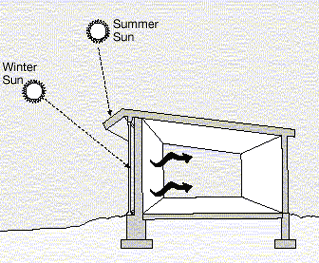
Schemat działania ściany Trombe’a oraz trwałych elementów zacieniających w cyklu rocznym słońca

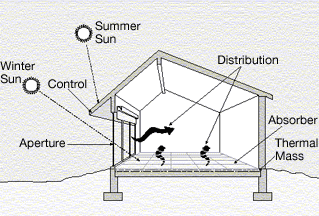
Schemat działania ogrzewania pasywnego z wykorzystaniem ściany szklanej i masy termicznej podłogi

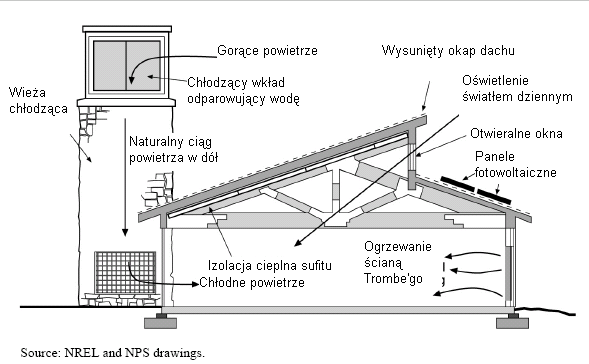
Budynek obsługi odwiedzających w Zion National Park to przykład projektu w którym wykorzystano zarówno aktywne jak i pasywne systemy pozyskiwania energii cieplnej oraz chłodzenia

Pasywne ogrzewanie – sposób ogrzewania budynku naturalnymi źródłami ciepła, głównie energią słoneczną poprzez odpowiednie ukształtowanie bryły budynku, przeszkleń w nim zamieszczonych, odpowiednie usytuowanie poszczególnych elementów budowli względem pozycji słońca w cyklu rocznym i dziennym oraz zastosowanie innych wspomagających technik ogrzewania alternatywnego takich jak gruntowy wymiennik ciepła lub akumulatory ciepła warstwy wodonośnej.
Odpowiednio zaprojektowany budynek, w którym zastosowano dostępne na rynku techniki związane z wykorzystaniem ogrzewania pasywnego budynku takie jak: ściana Trombe’a, stałe elementy zacieniające powierzchnie przeszklone w okresie letnim, ew. markizy, gruntowy wymiennik ciepła, ma znacznie wyższy komfort cieplny od budynków tradycyjnych, a co za tym idzie znacznie mniejsze nakłady eksploatacyjne na ogrzewanie i klimatyzację. Przy zastosowaniu technik ogrzewania pasywnego zmniejszają się nakłady finansowe oraz energetyczne potrzebne do eksploatacji.
Dom wykonany w systemie ogrzewania pasywnego, który spełnia również normę domu pasywnego nie wymaga tradycyjnej instalacji grzewczej, co znacząco obniża koszty jego budowy, równoważąc częściowo dodatkowe nakłady na jego wybudowanie. Techniki ogrzewania pasywnego są również niezbędnymi, gdy wznosimy budynek autonomiczny.